# Chemin de fer Anvin - Calais
Le Chemin de fer d'Anvin à Calais est créée 1882 dans le département du Pas-de-Calais. L'exploitation est assurée par la Compagnie du chemin de fer d'Anvin Calais (AC) puis à partir de 1919 par la Compagnie générale de voies ferrées d'intérêt local (CGL) jusqu'à la fermeture totale en 1955.

## Caractéristiques

### La ligne
- Anvin - Calais : (95 km)

Anvin - Fruges : (15 km), ouverture en 1882, fermeture en 1954
Fruges - Lumbres : (32 km), ouverture en 1882, fermeture le 28 octobre 1955
Lumbres - Guînes : (38 km), ouverture le 25 juillet 1882, fermeture le 28 octobre 1955
Guines - Saint-Pierre-lès-Calais : (9 km), ouverture le 1er juillet 1882, fermeture le 28 octobre 1955
Saint Pierre-lès-Calais - Calais-Ville : (1 km) ouverture en 1900, fermeture le 28 octobre 1955.
Le centre du réseau était situé à Lumbres ou se situait le dépôt et les ateliers.
La section comprise entre Fruges et Rimeux-Gournay (9 km) était commune avec le chemin de fer  d'Aire-sur-la-Lys à Berck-Plage.

### Gares de jonction

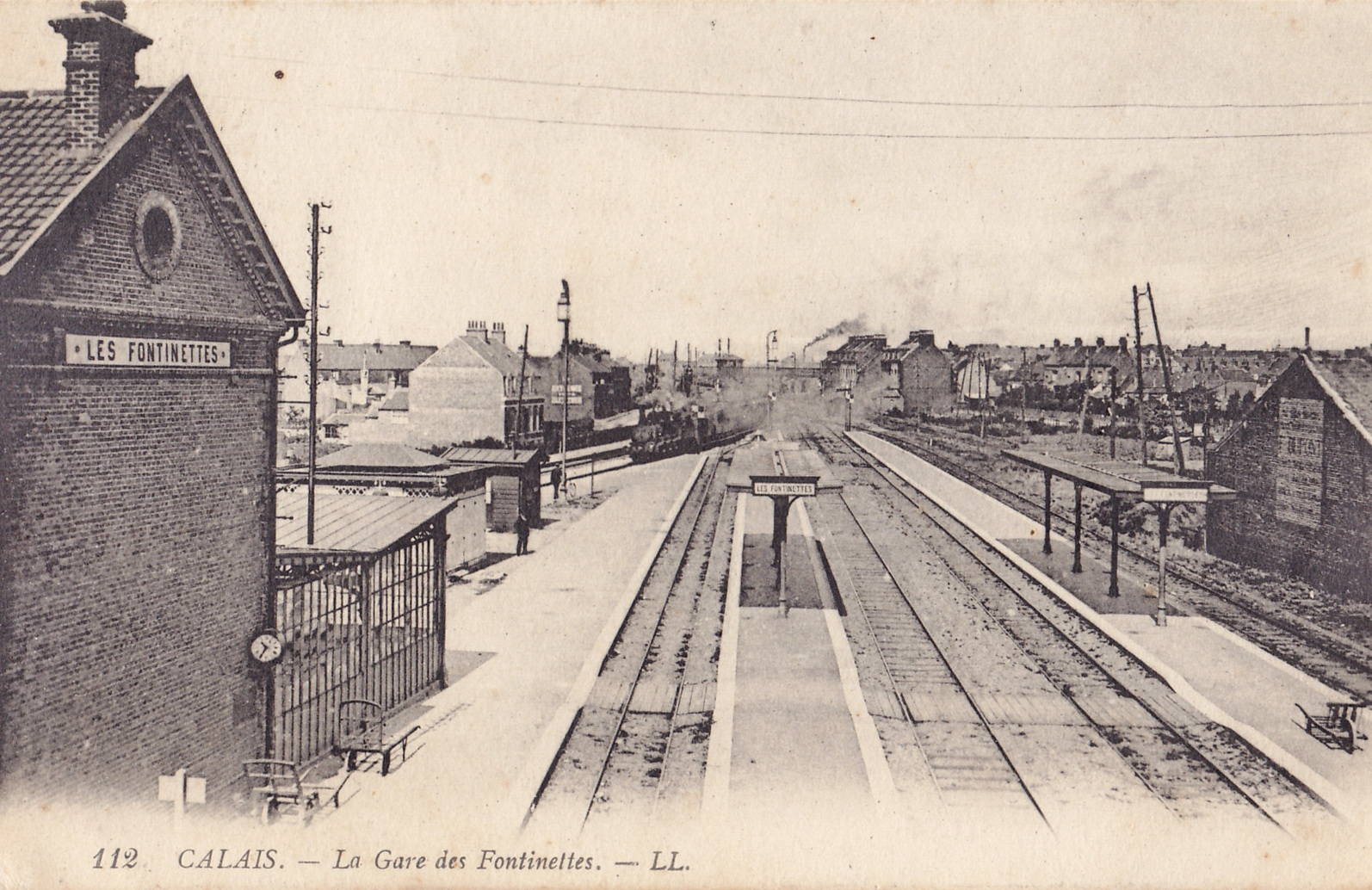
La Gare des Fontinettes à Calais, la voie métrique à gauche côtoie la voie normale de la compagnie du Nord

Avec la  Compagnie des chemins de fer du Nord
- Gare d'Anvin
- Gare de Lumbres
- Gare des Fontinettes

Avec le chemin de fer  d'Aire-sur-la-Lys à Berck-Plage
- Gare de Fruges
- Gare de Rimeux-Gournay

Avec le Tramway de Boulogne-sur-Mer à Bonningues
- Gare de Bonningues

Avec le tramway à vapeur d'Ardres à pont-d'Ardres 
- Gare d'Ardres

## Matériel roulant

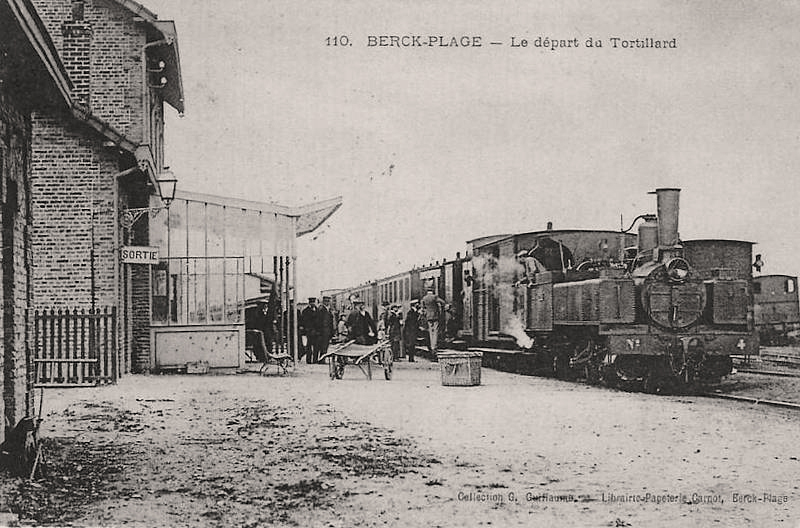
Locomotive type 031T N°4, construite par la SACM

### Locomotives à vapeur
- N° 1 à 7, type 031T, livrées en 1881 par la SACM,(n°constructeur 2611 à 2617), poids à vide 17 tonnes
- N° 8, type 031T, livrée en 1883 par la SACM,(n°constructeur 3618), poids à vide 17 tonnes
- N° 9 à 10, type 030T, livrées par Pinguély en 1900, (n°constructeur 100 à 101), poids à vide 18 tonnes

### Voitures à voyageurs
- à 2 essieux et portières latérales livrées en 1881[3]

mixtes AB,  1re et 2e classe (7 unités)
mixtes BC, 2e et 3e classe (5 unités)
type C, 3e classe (20 unités)
- à bogies et plateformes (3 unités), livrées en 1890

### Fourgons à bagages
- à 2 essieux avec vigie (10 unités)

### Wagons de marchandises
- 2 essieux livrés en 1881[4]

## Vestiges et matériels préservés
La gare de Remilly-Wirquin, préservée et réhabilitée, est devenue la mairie de la commune,.

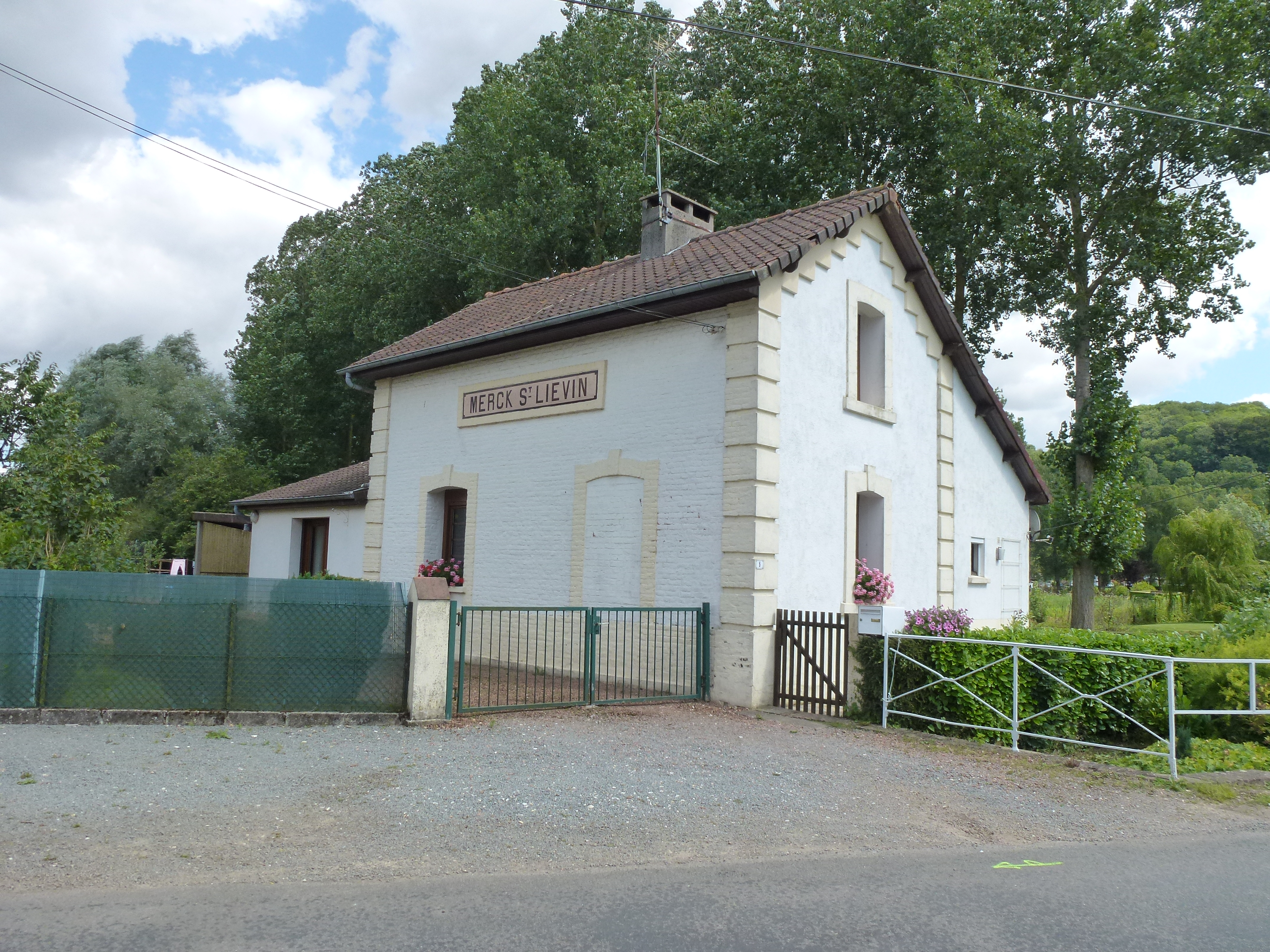
Ancienne halte de Merck-Saint-Liévin.
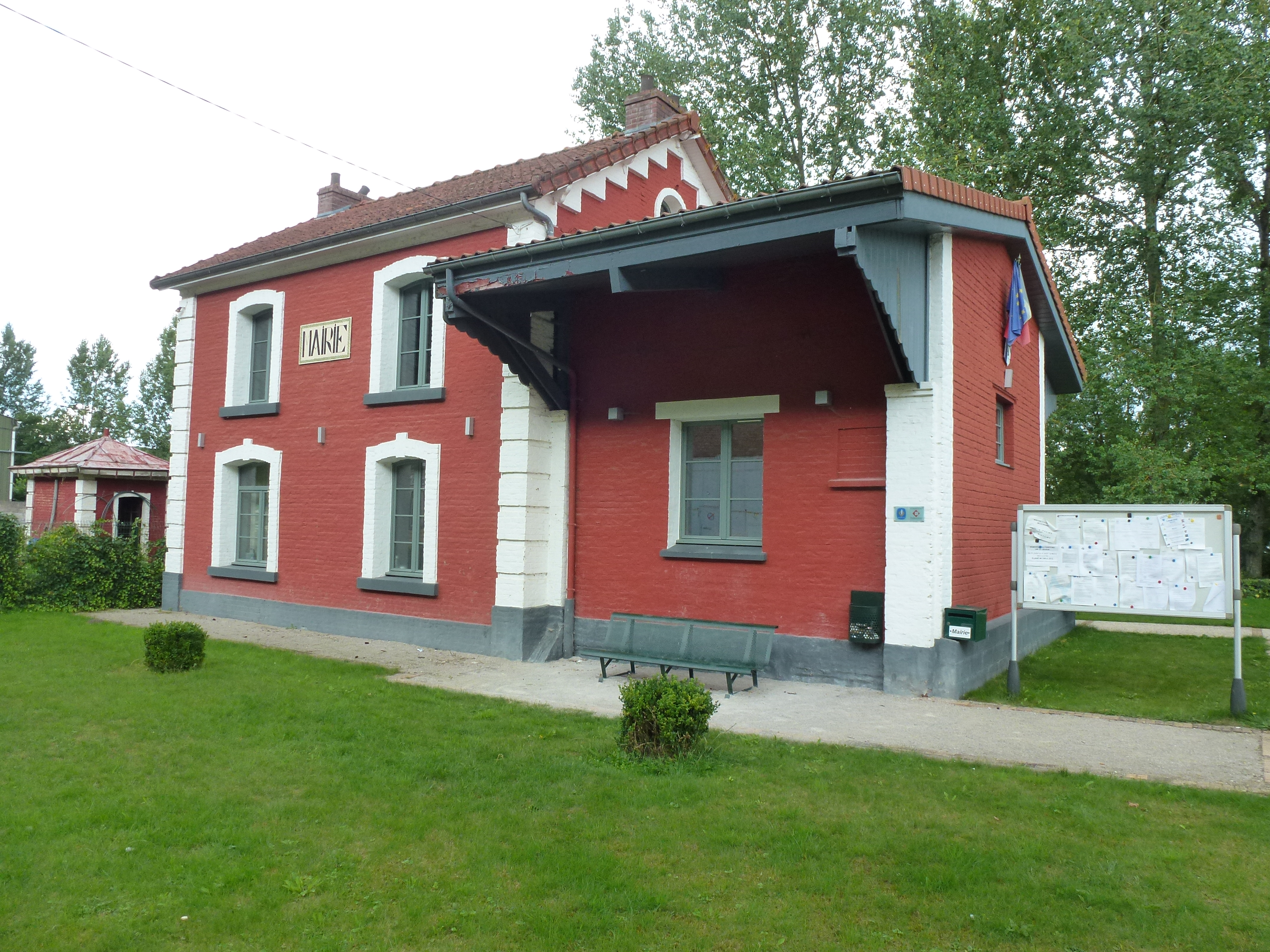
Ancienne gare de Remilly-Wirquin.